# Ali Yavuz Kol
Ali Yavuz Kol (* 29. Januar 2001 in Antalya) ist ein türkischer Fußballspieler. Seine Hauptposition ist die des Mittelstürmers, alternativ spielt er auch Linksaußen und Rechtsaußen. Kol steht seit Juli 2022 bei Adana Demirspor unter Vertrag.

## Karriere

### Verein
Kol begann seine Karriere 2013 in der Jugend von Antalya 2003 Spor. Nach einem halben Jahr wechselte er zu Antalyaspor. 2014 wurde der Stürmer von Galatasaray Istanbul verpflichtet. Am 13. September 2018 unterschrieb er seinen ersten Profivertrag mit einer Laufzeit von drei Jahren. In der Saison 2018/19 kam er für die Erste Mannschaft im türkischen Pokal in der 5. Hauptrunde gegen Keçiörengücü zum Einsatz. Am Ende der Spielzeit gewann Kol mit seinen Teamkollegen den Pokal.
Zur Saison 2019/20 wurde Kol an den Drittligisten Tarsus İdman Yurdu ausgeliehen. Dort kam er zu 26 Ligaspielen und erzielte neun Tore. Sein erstes Spiel in der Süper Lig erfolgte am 23. November 2020 gegen Kayserispor. Kol wurde in der 70. Spielminute für Emre Akbaba eingewechselt. Für die Rückrunde der Saison 2020/21 wurde Kol an Denizlispor ausgeliehen. Kol wurde im August 2021 an den Zweitligisten Keçiörengücü ausgeliehen. Nach seiner Leihe bei Keçiörengücü wechselte Kol zu Adana Demirspor.

### Nationalmannschaft
Ali Yavuz Kol spielte bislang für die türkische U-14, U-15, U-16, U-17, U18 und U19.

## Erfolge
Galatasaray Istanbul
- Türkischer-Fußballpokal-Sieger: 2019